# ستيفن مول
ستيفن مول (بالإنجليزية: Stephen Mull)‏ (و. 1958 – م) هو دبلوماسي من الولايات المتحدة الأمريكية ولد في ريدينغ.

## التعليم
تعلم في جامعة جورجتاون.